# Cormons
Cormons (en friülà, Cormons, en eslovè, Krmin) és un municipi italià, dins de la província de Gorizia. L'any 2007 tenia 7.756 habitants. Limita amb els municipis de Brda (Eslovènia), Capriva del Friuli, Chiopris-Viscone (UD), Corno di Rosazzo (UD), Dolegna del Collio, Mariano del Friuli, Medea, Moraro, San Floriano del Collio (Števerjan) i San Giovanni al Natisone (UD).

## Fraccions
- Angoris (Angoris)
- Borgnano (Borgnan, Bornján)
- Brazzano (Breçan, Bračán)
- Castelletto (Cjascjelut, Gradič)
- Fornaci
- Giassico (Insic, Jasíh)
- Monticello di Cormons (Montisel)
- Novali (Novài, Novaje)
- Plessiva (Plessive, Plešivo)
- Povia (Povie)
- Roncada (la Roncjade)
- San Rocco di Brazzano (Sant Roc)
- Zegla (Zegle, Ceglo)

## Administració
| Període | Identitat     | Partit         |
| ------- | ------------- | -------------- |
| 2004-   | Luciano Patat | Llista cívica, |

## Personatges il·lustres
- Dolfo Zorzut, escriptor frülà.